# Bořetice (przystanek kolejowy)
Bořetice – przystanek kolejowy w Bořeticach, w kraju południowomorawskim, w Czechach. Znajduje się na wysokości 175 m n.p.m.
Jest zarządzany przez Správę železnic. Na przystanku istnieje możliwości zakupu biletów i rezerwacji miejsc.

## Linie kolejowe
- 255 Hodonín - Zaječí